# 影牢 〜刻命館 真章〜
『影牢 ～刻命館 真章～』（かげろう こくめいかん・しんしょう）は、1998年7月23日にテクモから発売されたPlayStation用アクションゲーム。「刻命館シリーズ」の2作目にあたる。2008年12月24日よりゲームアーカイブスで配信された。

## 概要
3Dマップ内で構築された館内で、主人公を操作してプレイする3Dアクションゲームである。主人公自身は攻撃手段を持たない代わりに部屋にトラップを仕掛け、それに侵入者たちをおびき寄せて倒すという従来のシステムを採用している。前作『刻命館』がシミュレーションゲーム的な要素の強い作品であったのに対して、本作はコンボなどを導入することによって、アクションゲーム的色彩が強くなっている。本作品にはマルチエンディングが採用されており、選択肢や行動によってエンディングが変化する。
前作の舞台背景を一部踏襲しつつもより細かく練り上げられたストーリーと一部エンディングでの衝撃的な結末、そして本作より後のシリーズに引き継がれる事となるトラップコンボシステムが人気を博し、売り上げ本数は同シリーズ中最大の約20万本となった。
なお、当時放映されたテレビコマーシャルは、女子学生が自分の彼氏を罠に掛けるが、それがだんだんとエスカレートする内容となっている。

## システム
主人公の攻撃手段はトラップのみである。直接攻撃は一切行なえないため、罠が起動できない状態で敵と相対してしまった場合は逃げるしかない（ただし全ての敵キャラよりも移動速度がはるかに速く設定されているため、まず逃げ切れる）。一回のミッションで装備できるトラップは床・壁・天井それぞれの場所ごとに3種類のトラップとなっており、合計9つである（コンボとして組み込む場合は発動後に設置し直す必要がある）。各トラップにはチャージ時間があり、これによりすぐにトラップを発動させることはできない。トラップには相互に作用するもの（例えば、メガロックを落としてアタックウォールで押す等）や効果時間もあり、これを利用することで下記のコンボにつなぐことができる。
侵入者にダメージを与えるたびに"Ark"と呼ばれるポイントが加算される。このArkとはトラップを開発するために必要な材料になる。一度に得られるArkの量は、ダメージを与えた時のトラップの使い方によって変化する。ヒット数が多く侵入者に与えたダメージが大きいほど、大量のArkが得られる。同じダメージを与えた場合でも、ヒット数が少なかったり、連携攻撃の組み合わせがワンパターンだと、得られるArkは減少してしまう。

### 種類
以下は傾向として多いものだが、冷凍による拘束など種類にはとらわれないものがある。
天井設置トラップ
天井に設置し、起動すると上からトラップが落下してくる。メガロック（巨大岩）のように凄まじい破壊力を持つものと、ガスやカビンなどの攻撃補助的なものがメイン。また、お笑い系トラップとしてタライとオオタライがある。
壁設置トラップ
壁に設置するトラップ。壁がせり出すアタックウォールや壁に引き寄せるマグネットなど強制移動効果のあるトラップと、矢が射出されるアロースリットのように投擲武器が飛び出すものがある。
床設置型トラップ
床に設置・起動させる。スマッシュフロア（対象を空中へ吹き飛ばす）やマグネットフロアなど強制移動効果のあるトラップと、ベアトラップ（トラバサミ）に代表される拘束型、ダメージと強制移動を行うマイン（地雷）系とがある。
隠しトラップ
エンディングを見ることで合計6種の隠しトラップを開発できるようになる。他のトラップに比べ性能が高めに設定されている。
その他
トラップにより押し倒せる柱や電気椅子、巨大ペンデュラムなど、地形トラップもある。地形トラップはあらかじめ各部屋に固定設置されており、自分で自由に設置・作動することはできず、開発することもできない。
Arkを稼ぐ際、コンボとして組み込むことでさらに稼ぐことができる。

### トラップの開発
トラップ開発はツリー形式で行われる。すなわち、上位のトラップを開発するには、必ず下位のトラップ（一つもしくは二つ）を開発していなければならない。また、開発にはArkと呼ばれるポイントを消費する。Arkはミッションクリア後に、トラップヒットで獲得したArk及び最大ダメージ、コンボ（下記参照）や、倒した敵、残りライフを総計して獲得する。

### コンボ
一定時間内に対象が自由行動にならないうちにトラップを連続してヒットさせることで、コンボが成立する（本作では対象の体力が尽きない限り）。最大10Hitコンボまでつなげられる。これによりArkの獲得倍率に補正がかかり、罠がヒットするごとにより多くのArkを得ることができる。ただし、コンボ成立中に、一度コンボに組み込んだ罠を再度ヒットさせた場合は、ヒット時にコンボ数は増えるがArkは獲得できない。

## ストーリー
そこは刻人（トキビト）と呼ばれる、人間に似た種族に統治された平和な国。
刻人は不老不死であり長年で得た知識と技術を人間達に分け与え、それまで戦乱と紛争に明け暮れていた人々は刻人の知恵と能力を崇め畏怖した。人間達は彼らを支配者として迎え入れ、こうして長年続いた無秩序な争いも終わり刻人が国を治める平和な時代が続く事となった。ただその影では絶えず人々が原因不明の失踪を遂げる「神隠し」と言う現象も続いていた･･･。
深い西の森の中に隠れるように建つ洋館。
19歳を迎えたミレニアは刻人である養母ヨカルによって、この館に呼び出された。ヨカルがミレニアに命じた使命、それは人間たちを館に引き込みその命を奪う「人間狩り」を行うことであった。ヨカルに育て上げられ彼女を依り代とする無垢な少女はその命に従順に頷いたのであったが･･･。

## 登場人物
ミレニア
名前の変更可。アスタルテまたはユリアスをつけると序盤から特典がつく。
本作の主人公。19歳｡ 養母ヨカルによって人間狩りの使命を受けた少女。彼女は人間であるが、幼い頃に神隠しに遭い（実は刻人による誘拐）、ヨカルに育てられる。100人の人間の魂を奪えば「刻人」になれると教えられて育ち、館の各所にワナを仕掛け、犠牲者の訪れを待つ。神隠しに遭う以前の記憶は皆無。ゲーム中は全くといっていいほど喋らず、感情を顕わにすることも無い。ただし、質問に対しては自分の言葉で返答しており、洗脳されていても自我を失っているわけではない。
なお、パーフェクトジェノサイド（全員殺害）を達成した場合、魔神から永遠の命を与えられて刻人になる。このエンディングでは「ミレニアこそ、前作『刻命館』の登場キャラクターであるアスタルテだった」という事を仄めかすものとなり、刻命館に繋がるエンディングとして観ることができる（このエンディングをセーブし、二周目よりL,R 同時押しスタートで刻人ミレニアでのプレイも可能になる）。
ヨカル
刻人。この国の神官にしてミレニアの育ての親。さらにマリオネットプロジェクトの発案者兼責任者でもあり、自身も設置されたトラップの起動や雷を落とす魔法を使用できる。プロフィールからはかつて国王エクリプスと恋愛関係にあったことも窺える。こうした立場から人間に対しては何の感情も抱いてはいないはずだったが、自分が育て上げたミレニアに対してだけは例外だったようである。ヨカルを最終ボスとする分岐では、彼女のミレニアに対する秘めた想いと懺悔をエンディングにて観ることができる。
エクリプス
刻人。国王としてこの国を約800年支配している。王らしい威厳と穏やかな風貌を併せ持つが、戦闘において将軍クラスを遥かに凌ぐ実力を隠し持つ。被支配層の人間を下に見ており、レッドブラッドの面子からは「悪」として捉えられていたが、彼をラスボスとする分岐において聞ける今際の際の台詞より、エクリプス自身も独自の正義感と信念から国の平和を想い行動していたことが窺える。
ダスク
刻人。この国の大臣を務める。イエスマンであり、国王からは優越感に浸るだけの存在として扱われている。自分は国王から信頼されていると思っている一方で、小心者ゆえに国王の命令に逆らうことができず、それが自身の運命を決定づけることになる。
ヴォーグス
刻人。国王の配下であるクグツ師。マリオネットプロジェクトを提唱するヨカルにライバル心と計画への疑念を抱き、自らもクグツ兵と刻（トキ）の人形を創り出し、ヨカルの実験対象であるミレニアと対峙した。その際、物語の分岐と選択肢によってはミレニアにプロジェクトとヨカルの真相を暴露する。
シグマ
刻の神兵（始祖のクローン）。刻人達の祖先である始祖からクローン培養された者たちの一人（他にシータ、ラムダ、オメガがいる）。好戦的な性格であり、始祖たちの根城である地下遺跡が人間に荒らされることを良しとせず、地下遺跡の防衛を任されたミレニアに対してラムダと共に戦いを挑む。最期はミレニアの戦いぶりに人間の成長を感じ、刻人の終焉を予感させる言葉を遺し息絶える。
キース
人間。ゲリラ組織レッドブラッドのリーダーであり、ミレニアの実兄。部隊の指揮と刻人への絶滅作戦を起こす。幼い頃起こった両親と妹の神隠しを調べていくうちに、刻人が影で行っている人間狩りの真相に気付いたことから、半ば個人的な復讐の意味も込めてレッドブラッドを組織し、刻人の完全絶滅を目指した。キース率いるレッドブラッドの目的を達成できたか、序盤と対峙時のミレニアの応対によって物語が分岐する。また、物語の分岐によってはエンディングでミレニアと兄妹共に生き残り、彼方へ落ち延びる。
レオパルド
人間。用兵や補給を補佐するキースの腹心。ロンバルドという兄がいる。物語の分岐によっては、彼が語り部となるエンディングが観られる。
ガイゼル
人間。キースの仲間でレッドブラッドのナンバー２的な存在の武闘派将軍。物語の分岐によっては彼が一時的にレッドブラッドを指揮する。キースに心酔しており、今際の際にもキースと共に行動した己の生き様に悔いは無い旨を叫びつつ絶命した。
ジェラルド
人間。軍の作戦に反対し軍を辞めるも、キースと知り合いレッドブラッドに加わった騎士で、キースからも信頼されている。西の森の館でミレニアと遭遇し、選択肢次第で仲間のレインと共に攻撃または撤退する。レインと共に登場回数は一回のみながら、物語の分岐の鍵を握る。
ジュリア
人間。キースの幼馴染で、レッドブラッドの切り込み隊長的な立ち位置のハンター。幼少時神隠しに遭う前のミレニアとも面識があり、西の森の館での再会時にその旨を問いかける。登場回数は他の幹部メンバーより少ないものの、物語の分岐に重要な位置を占める女性。ジェラルド達、もしくは彼女の生死が物語の大きな分岐の鍵になる事がある。
デッドムーン
人間の中でも大きな権力を持つ人物。国王・エクリプスにも謁見できる立場であるが、裏では刻人抹殺を目論むレッドブラッドとも関わりを持つ。彼の野望は刻人から権力だけでなく永遠の命の秘術も奪い、自らのものとすることであった。物語の分岐により言動行動の変化はあるが、いずれも策に溺れ、最後はミレニアの手によって倒された。
マティア
人間。デッドムーンの腹心である冷酷無比な女性暗殺者。少女時代に奴隷商人から救い出してくれたデッドムーンにのみ絶対の忠誠を誓い、他の人間には冷たい。
ホーンシュタイン
人間。デッドムーンと並び国王に謁見できる身分の富豪で、様々な事をして得た金を元手に国王へ熱心に献金している。子供がいないため、身寄りのない子を引き取って養育している。戦闘では臆病ですぐ逃亡するが、養子である娘や息子が先に倒されると怒りの台詞と共に襲い掛かってくる。
魔神
前作『刻命館』にも登場。遥か昔に古の勇者たちによって西の森の館奥深くに封印されており、復活の機会を狙っている。パーフェクトジェノサイド（全員殺害）成功時のエンディングにのみ現れる。この封印されている魔神との会話により、不老不死である刻人の秘術と何故刻人が産み出されたかの謎、そして刻人の生命維持だけに留まらない「人間狩り」の真の目的が全て明らかとなる。
なお人間を滅ぼすことを行動目的とする魔神は人間界において前作同様敵対する「悪」と捉えられるが、本作では人間の手で荒廃しつつある世界を憂う自然界の意思によって魔神は産み出され、今も復活を望まれている存在であることが最後の会話より明らかになる。エンディングでも魔神は前作の設定を踏襲しつつも、単に破滅をもたらすだけの悪役としては描かれてはいない。

## ステージ
主人公が戦うことになるマップは3つある。それぞれ部屋の大きさや仕掛けの種類が異なる。
西の森の館
序盤のマップ。もっとも狭く地形トラップもやや少ないため手持ちのトラップと地形をいかに組み合わせるかがポイントとなる。なお、展開次第では最終バトルもここで行うことになる。
王宮
中盤のマップ。イベントで爆弾が仕掛けられてしまうため、注意しなければ一瞬でゲームオーバーになることもある。マップはかなり広く、大掛かりな仕掛けも多い。そのため、上手くコンボを仕掛ければ大量のArkを得ることも可能。
地下遺跡
後半のマップ。ここでもイベントで爆弾が仕掛けられるが、ゲームオーバーになる局面は少ない。他方、エンディングの分岐点は多い。最も広いマップで、地形トラップも豊富だが、敵も手ごわくなっている。

## 用語解説
刻人（トキビト）
人間によく似た種族。人間との相違点としては肌と血の色が青いことと病気や老いといった内的要因によっては死ぬことがないことである（事故や暗殺などの外的要因での死はある）。元々は人間と同じ種族であったが、ある秘法によって、不老不死の存在となった。この秘法は常に人間の命を必要とするため、「神隠し」によって人間を誘拐し、殺害してきた。この国では人間たちに文化・文明を伝え、現在においても指導的な立場であると同時に、内心人間たちを見下していた。しかし、デッドムーン一味の暗躍やレッドブラッドの活動に危機感を募らせてもいる。
エクリプスの言葉によれば刻人は自ら子孫を残すことができない。しかし物語中で刻人の始祖と呼ばれる人物の存在やそのクローン体たちが確認されている。
マリオネットプロジェクト
ヨカルによって提唱・実行された、刻人に忠実な兵士を作る計画。人間を幼児のころに誘拐し、刻人への絶対的忠誠と「使命」を注入する一方で、戦闘手段をトラップのみとすることで決して刻人に刃向かうことができないようにされる。本作では主人公ミレニアが試験的に対象とされていた。
始祖
中盤より出現する刻人達の祖先と言える存在。エクリプスの言葉から彼らも自然交配では仲間を増やせず、現在生存している者達は始祖のクローンである事が語られている。地下遺跡を根城に僅かな数が残るのみだが、ワープや一部トラップの無効化等並みの人間とは一線を画した特殊能力を持つ。クローンとは言え、国王エクリプスと対等に話すなど他の刻人とは異なる存在であったようである。
刻（トキ）の人形・クグツ兵
人間を洗脳し利用するヨカルのマリオネットプロジェクトに疑念を抱いていた刻人ヴォーグスが創りだした生体兵器。パワードスーツの様な強化装甲に覆われており、攻撃力・防御力共非常に高い。「人形」と呼ばれているものの中身は生体改造された生身の人間達であり、ヴォーグスに操られつつも死の際には親の名を叫んだりクグツ兵として生かされる事から開放された事に感謝するなど人としての自我は微かに残っていた。
神隠しと人間狩り
刻人は永遠の生命を保つために人間の魂（命）を必要としていた。そのため、隠密裏に人間を誘拐・殺害してきた。この一連の行動が、人間側からは神隠し、刻人側からは人間狩りと呼ばれた。なお、ゲーム中では、人間側の動向が不穏なものとなってきたため、国王は「神隠し」による人間狩りを中止し、刻人に反抗的な人間や噂につられた者をミレニアに「狩らせる」ことで人間狩りを進めていた。
レッドブラッド
キースによって組織されたゲリラ組織。人間の刻人からの解放と刻人の絶滅を目的とする。キースの人徳や主張に惹かれた、多種多様な人物がいる。
Ark
トラップを開発するのに必要なポイント。強力なトラップほど大量のArkを必要とする。コンボをつなげたり、トラップを複合させたテクニカルヒットボーナスを得ることでより多く蓄積できる。

## 携帯電話アプリ版
テクモの携帯電話用ゲームサイト「テクモのゲーム」にて、『Destiny 1』『Destiny 2』の2本がi-mode・Vodafone・EZweb向けに配信。ゲームシステムはクォータービューのターン制シミュレーションゲームにアレンジされ、よりパズル色が強くなっている一方、ストーリー性は殆ど無く、犠牲者の断末魔によって断片的に語られるのみである。